# Canon antiaérien Type 4 75 mm
Le canon antiaérien Type 4 75 mm (四式7.5cm高射砲, Yon-shiki nanajyūgo-miri Koshahō) est un canon anti-aérien développé et produit par l'armée impériale japonaise en 1943. La désignation « type 4 » vient de l'année de la mise en service de l'arme, 2604 selon le calendrier impérial japonais ou 1944 selon le calendrier grégorien. En raison du manque de matières premières disponibles et des dégâts considérables causés par les raids aériens à son infrastructure industrielle, seules 70 unités ont été fabriquées. Ces unités ont été retenues dans le cadre du renforcement des défenses du Japon contre les raids aériens alliés et contre la menace perçue d'invasion alliée à la fin de la Seconde Guerre mondiale.